# Tautuzja
Tautuzja – pochodzący od greckich wyrazów tauto (to samo) i ousia (istota) termin używany w teologii dogmatycznej dla określenia jedności istoty natury osób (hipostaza) Trójcy Świętej.